# Mikkel Futtrup
Mikkel Futtrup (født i 1971) er violinist og koncertmester i Det Kongelige Kapel (Det Kongelige Teater). Han begyndte at spille violin allerede som 5-årig hos Tove Detreköy og var elev hos Bela Detreköy på Det Danske Suzuki Institut  fra 1985 til 1988. I 1988 vandt han guldmedalje ved Berlingske Tidendes musikkonkurrence og samme år blev han optaget ved Hochschule für Musik und Darstellende Kunst in Vienna under professor Gerhard Schulz. 
Mikkel Futtrup optræder regelmæssigt som kammermusiker og som solist sammen med de fleste store danske orkestre og hans optræden som solist i udlandet har budt på koncerter med orkestre som Sarajevo Symfoniorkester, Wiens kammerorkester og Berliner Philharmonikerne. Han har modtaget Jacob Gades rejselegat, Gladsaxe Musikpris og Valdemar og Betty van Hauen Musik legatet.